# The Inner Circle (album)
The Inner Circle è il quinto album del gruppo musicale svedese Evergrey, pubblicato nel 2004 dalla Inside Out Music. L'album è un Concept album che tratta temi come religione e l'abuso di minori.

## Tracce
1. A Touch of Blessing – 5:50
2. Ambassador – 4:29
3. In the Wake of the Weary – 4:43
4. Harmless Wishes – 4:18
5. Waking Up Blind – 4:22
6. More Than Ever – 4:13
7. The Essence of Conviction – 6:27
8. Where All Good Sleep – 4:37
9. Faith Restored – 3:54
10. When The Walls Go Down – 5:42

Tracce bonus edizione limitata
1. I'm Sorry (versione acustica)  - 3:28
2. Recreation Day (versione acustica) - 3:33
3. Madness Caught Another Victim (versione acustica) - 3:09

## Formazione
- Tom S. Englund - voce, chitarra
- Henrik Danhage - chitarra
- Michael Håkansson - basso
- Rikard Zander - tastiere
- Jonas Ekdahl - batteria